# NO SIDE
『NO SIDE』（ノーサイド）は、松任谷由実の16枚目のオリジナルアルバム。1984年12月1日に東芝EMIからリリースされた（LP：ETP-90310、CT：ZH28-1470）。
1984年9月13日から1985年2月3日まで、『YUMING BLOOD』全国コンサートツアーが行われた。1985年6月1日に初CD化（CA32-1142）。1999年2月24日にLPのブックレットを復刻し、バーニー・グランドマンによるデジタルリマスタリングで音質を大幅に向上したリマスタリングCD（TOCT-10649）とLP（TOJT-10649）をリリース。

## 解説
- タイトルの「NO SIDE」はラグビーの「試合終了」を指す用語。テーマは「Watch me」。
- ヒプノシス考案によるユーミンマーク（YとMとIを合成したもの）はビデオ『コンパートメント (TRAIN OF THOUGHT)』から使われ、このアルバムでは前面に押し出している。
- アートワークは信藤三雄が手がけた。インナースリーブ内で着用していたアルマーニの服は松任谷由実の私服である、とラジオで語っている。
- 1985年の第27回日本レコード大賞優秀アルバム賞を受賞した。
- このアルバム以降、1997年の『スユアの波』まで、マット・フォージャーをミキサーとして起用している。
- マスタリング・エンジニアは本作から2016年の『宇宙図書館』までバーニー・グランドマンが起用され、前述したデジタルリマスター盤を手がけるなど、長年にわたって松任谷由実の音楽制作に携わっていく。

## 収録曲

### CD
| 全作詞・作曲: 松任谷由実、全編曲: 松任谷正隆。 |                                                                      |            |            |      |
| #                                              | タイトル                                                             | 作詞       | 作曲・編曲 | 時間 |
| 1.                                             | 「SALAAM MOUSSON SALAAM AFRIQUE」                                    | 松任谷由実 | 松任谷由実 | 5:36 |
| 2.                                             | 「ノーサイド -No Side-」                                             | 松任谷由実 | 松任谷由実 | 4:44 |
| 3.                                             | 「DOWNTOWN BOY」                                                     | 松任谷由実 | 松任谷由実 | 4:02 |
| 4.                                             | 「BLIZZARD」                                                         | 松任谷由実 | 松任谷由実 | 4:32 |
| 5.                                             | 「一緒に暮らそう -Let's Move In Together-」                          | 松任谷由実 | 松任谷由実 | 3:30 |
| 6.                                             | 「破れた恋の繕し方教えます -Abracadabra-」                           | 松任谷由実 | 松任谷由実 | 4:38 |
| 7.                                             | 「午前4時の電話 -A 4am Phone Call-」                                 | 松任谷由実 | 松任谷由実 | 4:08 |
| 8.                                             | 「木枯らしのダイアリー -Diary Read By the Cold Wind-」               | 松任谷由実 | 松任谷由実 | 5:05 |
| 9.                                             | 「SHANGRILAをめざせ -Let's Go To the Shangrila-」                    | 松任谷由実 | 松任谷由実 | 4:22 |
| 10.                                            | 「〜ノーサイド・夏〜空耳のホイッスル -Thought I Heard the Whistle-」 | 松任谷由実 | 松任谷由実 | 4:21 |

### 楽曲解説
1. SALAAM MOUSSON SALAAM AFRIQUE（サラーム モンスーン サラーム アフリーク）
アフリカを舞台にした、「箱舟」「砂漠」「海流」などのフレーズが登場する曲。
2. ノーサイド
タイトルチューンで、文字通りラグビーの試合終了後の感情を歌った歌。1985年富士フイルム・ビデオテープスーパーHG HiFi CMソング。元々は同年麗美に提供した楽曲をセルフカバーしたもの。楽曲の経緯は「ノーサイド」参照。
3. DOWNTOWN BOY
この曲はビリー・ジョエルの「アップタウン・ガール」の世界を、富裕層の女性の視点から描いたアンサーソングである。
1984年富士フイルム・ビデオテープスーパーHG HiFi、1998年三菱自動車工業・トッポBJ、2018年東日本高速道路・東京外環自動車道三郷南IC〜高谷JCT開通のそれぞれCMソングに起用。アルバム発売CMにも使われた。
『Neue Musik』『日本の恋と、ユーミンと。』など代表的なベストアルバムに収録されており、『ユーミン万歳!』では2022 mixで収録されている。
1999年に露崎春女がカバー。
4. BLIZZARD
スキーをテーマにした、ユーミンの冬の定番曲のひとつ。こちらもベストへの収録率は高く、『ユーミン万歳!』のCD版には未収録であったが、2024年に発売されたアナログ版には2024 mixが追加収録された。
1987年映画『私をスキーに連れてって』劇中歌。1996年三菱自動車工業・「Catch The Winter」キャンペーン（観月ありさが出演）、2017年には映画『私をスキーに連れてって』公開とJR東日本発足30周年の記念企画として、同社が展開しているキャンペーン「JR SKISKI」のCMソングにそれぞれ起用された。
5. 一緒に暮らそう
年末の忙しい時期を舞台にしたプロポーズソング。イメージは世田谷の「玉川髙島屋S.Cソニープラザ」（現・プラザ）である。
6. 破れた恋の繕し方教えます
黒魔術をモチーフに取り入れたナンバー。曲の内容は、昔の彼とヨリを戻そうとして、あの手この手の魔法を使うというもの。
2018年の自薦ベスト『ユーミンからの、恋のうた。』にも収録されている（ベストアルバム初収録）。
2008年、『エンカのチカラ -SONG IS LOVE 80's&90's-』にて小林幸子がカバー。
7. 午前4時の電話
別れた恋人が電話をしてくるという設定の恋愛ソング。
8. 木枯らしのダイアリー
日記をモチーフにした失恋の歌。
9. SHANGRILAをめざせ
のちに超大型ライブ「ユーミンスペクタクル・シャングリラ」シリーズのテーマソングになることとなる、ユートピア探求を歌った曲。
10. 〜ノーサイド・夏〜空耳のホイッスル 
1985年富士フイルム・ビデオテープスーパーHG HiFi CMソング。歌詞の中に「老人」のフレーズが登場、この曲が「青春の日々がどれだけ掛け替えのないものか」を示している。
前述の2013年12月1日の早明戦後のセレモニーで、「ノーサイド」の歌唱に先駆けて「すべてのラグビーOBにささげたい」と話して、本曲の歌詞の朗読を披露している[1]。

## 参加ミュージシャン
- キーボード：松任谷正隆
- ドラム：林立夫
- ベース：高水健司、Louis Johnson
- エレクトリックギター：松原正樹、鳥山雄司
- アコースティックギター：瀬戸龍介
- パーカッション：斎藤ノブ、浜口茂外也
- サキソフォン：Jake H. Conception
- トランペット：数原晋
- トロンボーン：新井英二
- ストリングス：前田ストリングス
- ハーモニカ：Tom Morgan
- コーラス : 松任谷由実、稲垣潤一、桐ヶ谷仁、桐ヶ谷"Bobby"俊博、白鳥英美子、須藤薫、瀬戸龍介、ハイ・ファイ・セット、A. Denise Mirchell
- シンセサイザープログラミング：浦田恵司